# Douglas Tshomba
Douglas Kibasa Tshomba Hondo Bin Salum (* 4. Mai 1983 in Schaerbeek/Schaarbeek) ist ein ehemaliger belgischer Basketballspieler kongolesischer Abstammung.

## Werdegang
Ab 2002 studierte Tshomba in den Vereinigten Staaten. Zunächst gehörte er in der Saison 2002/03 zur Hochschulmannschaft der Eastern New Mexico University, danach wechselte er ans Tusculum College.
Seine Laufbahn als Berufsbasketballspieler begann Tshomba beim spanischen Zweitligisten Drac Inca auf der Insel Mallorca. 2008 wurde er mit Fribourg Olympic Schweizer Meister. Später spielte er in England, erneut in der Schweiz (BC Boncourt) sowie in Frankreich.

### Sonstiges
Tshombas Brüder Butch, Duke und Bin waren ebenfalls als Berufsbasketballspieler tätig.